# Moechohecyra verrucicollis
Moechohecyra verrucicollis là một loài bọ cánh cứng trong họ Cerambycidae.